# Колейн, Хендрик
Хендрик Колейн (нидерл. Hendrikus Colijn; 22 июня 1869, Бюргервен, община Харлеммермер, Нидерланды — 18 сентября 1944, горный отель Габельбах, близ Ильменау, нацистская Германия) — нидерландский военный, бизнесмен и государственный деятель, премьер-министр Нидерландов (1925—1926 и 1933—1939).

## Биография
Родился в фермерской семье представителей реформатской церкви. В 1892 году окончил Военную академию в Кампене в звании младшего лейтенанта. Был отправлен на службу в Нидерландские Антильские острова. В 1894 году по финансовым обстоятельствам он добровольцем записался в экспедицию на Ломбок и прослужил там в течение десяти лет в колониальной армии, из них шесть лет — помощником губернатора в Ачехе. Был награждён Военным орденом Вильгельма четвёртого класса.
После возвращения в Нидерланды в 1909 году был избран в нидерландский парламент от Антиреволюционной партии в округе Снек.
С 1914 по 1922 годах являлся генеральным директором нефтяной компании Bataafse Petroleum Maatschappij (BPM), которая объединилась в 1925 году с Royal Dutch Shell; в 1920 году он был назначен директором Royal Dutch Petroleum Company и членом совета директоров Shell. Принимал участие в конце Первой мировой войны в 1918 году в качестве посредника в организации переговоров между Соединенным Королевством и немецким императором Вильгельмом II, который после своего отречения от престола нашел политическое убежище в Нидерландах.
В 1925—1926 и 1933—1939 годах — премьер-министр Нидерландов.
Занимал множество постов в правительстве Нидерландов:
- 1911—1913 годы — военный министр. На этом посту завершил процесс определения годности к военной службе,
- 1912—1913 годы — военно-морской министр,
- 1923—1926, 1939 годы — министр финансов,
- 1925, 1933—1937 годы — министр по делам колоний,
- 1929—1944 годы — государственный министр, одновременно в 1929—1933 годах — председатель Консультативного совета при правительстве Нидерландов (Zuiderzeeraеad),
- 1934, 1939 годы — министр по экономическим вопросам,
- 1935 год — министр общественных работ.
- 1935—1937 годы — министр обороны,
- 1937 год — и. о. министра иностранных дел,
- 1937—1939 годы — министр по общим вопросам.

Активно участвовал в парламентской работе и партийном строительстве:
- 1914—1920, 1926—1929, 1939—1944 годы — член Сената Нидерландов,
- 1920—1933, 1939—1941 годы — председатель Центрального комитета Антиреволюционной партии,
- 1920—1944 годы — политический лидер Антиреволюционной партии,
- 1922—1923, 1929—1933 годы — председатель партийной фракции в Палате представителей
- 1926—1929 годы — председатель фракции Антиреволюционной партии в Сенате.

С 1927 по 1929 годы был главой голландской делегации в Лиге Наций в Женеве.
После немецкого вторжения в Нидерланды в 1940 году написал эссе под названием «На границе двух миров», в котором он призвал принять немецкое лидерство в Европе, но при этом подчеркнул, что как кальвинист не может принять националистические идеи для нацистских идей любого происхождения. Эта статья была опубликована сразу после того как королевский дом Вильгельмины отправился в изгнание в Великобританию.
Чуть позже пытался организовать сопротивление немецкой оккупации. В июне 1941 года был арестован и доставлен на допрос в Берлин. В марте 1942 года был освобождён из-под стражи, но ему было запрещено возвращаться в Нидерланды. Вместе с семьей он жил под домашним арестов в городе Ильменау в Тюрингии. Вся его переписка подвергалась жесткой цензуре, а количество посещений даже членами семьи было ограничено. В конце войны, согласно некоторым предположениям, Генрих Гиммлер хотел использовать его для организации переговоров с англичанами.
Скончался от сердечного приступа в сентябре 1944 года.